# Blue Note
Als Blue Notes (englisch blue notes) oder Bluestöne bezeichnet man Töne, die in besonderem Maß den Bluescharakter von Melodien prägen. Im engeren Sinne versteht man darunter die kleine Terz, die kleine Septime und die verminderte Quinte (Tritonus, „flatted fifth“), deren Intonation sich jedoch von den gleichnamigen Tonstufen im westlichen Tonsystem unterscheidet. So wird die Terz gemeinhin zwischen kleiner und großer Terz intoniert. Die Septime als Blue Note wird zwischen kleiner und großer Septime oder zwischen großer Sexte und kleiner Septime nahe der für den Blues typischen Naturseptime intoniert. Die Quinte als Blue Note wird meist zwischen verminderter und reiner Quinte intoniert.

## Herkunft
Die Blue Notes können auf eine pentatonische Tonleiter afrikanischer Herkunft zurückgeführt werden, die sich nicht in das klassische europäische Tonsystem einfügen lässt und sich stark an der Naturtonreihe orientiert. Die Blue Notes variieren in ihrer Höhe gegenüber den Tönen des heutigen westlichen Tonartensystems und nicht mehr ausschließlich an der Naturtonreihe.

## Verwendung
Blue Notes werden, zum Beispiel während einer Improvisation, über die normalen, dem Dur- oder Moll-Tonsystem entnommenen Akkorde gespielt.
Da die Blue Notes aus dem abendländischen Tonsystem herausfallen, wurden sie häufig als einfache Ergänzung zu einer Durtonleiter erklärt und notiert: Einer Durtonleiter wurde die kleine Terz, die verminderte Quinte und die kleine Septime hinzugefügt. Die so entstandene zehntönige Tonleiter ist aber wegen ihrer hohen Zahl chromatisch aufeinander folgender Töne in der Praxis kaum verwendbar.
Um die Blue Notes trotzdem in unserem Tonsystem notieren und praktikabel spielbar machen zu können, wurde die Bluestonleiter aus der pentatonischen Tonleiter in Moll durch Ergänzen der verminderten Quinte gebildet. Diese lässt sich nun zum Beispiel in der Improvisation über einen Blues gut anwenden.

## Spielbarkeit

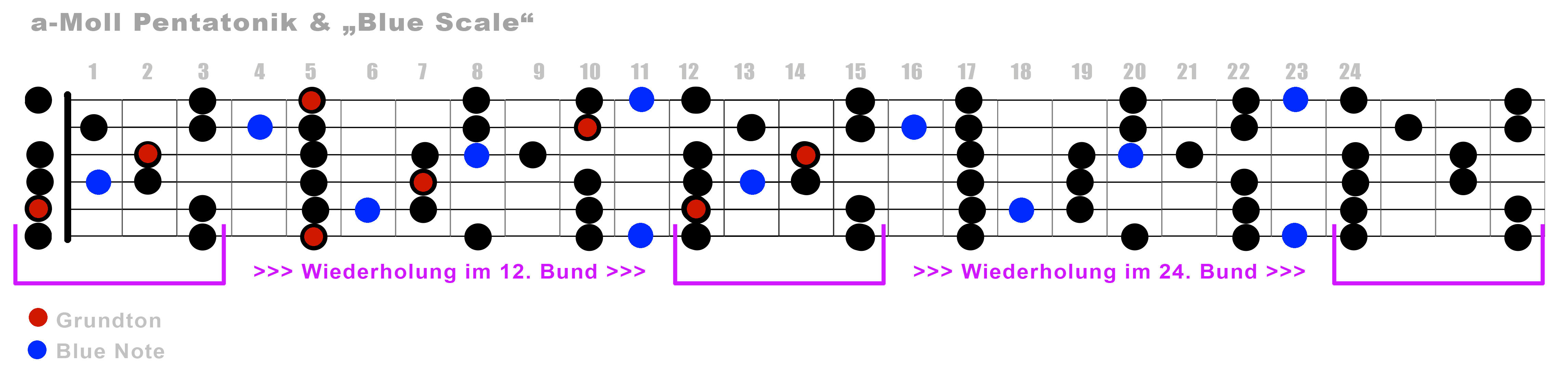
Die A-Moll-Pentatonik (erweitert um die „Blue Note“) auf dem Griffbrett einer Gitarre

Blasinstrumente sowie Saiteninstrumente (insbesondere die Gitarre) sind in der Lage, durch Ansatzveränderungen (Bläser) oder Saitenziehen (Gitarren) die Blue Notes zwischen kleiner und großer Terz, Tritonus und Quinte und kleiner und großer Septime zu treffen. Auf Tasteninstrumenten und anderen Instrumenten, auf denen eine freie Intonation nicht möglich ist, werden die Blue Notes wie folgt gespielt: b3 als kleine Terz, b5 als Tritonus und b7 als kleine Septime.
Eine exakte Tonhöhe der Blue Note unterliegt dem subjektiven Empfinden in ihrer Artikulation. Für den speziellen Klang vieler Bluesmusiker wie zum Beispiel der Gitarristen Albert King, Robert Johnson oder Eric Clapton, der Sängerinnen Bessie Smith, Ella Fitzgerald, Billie Holiday oder den Bluesharp-Spielern Little Walter oder Sonny Terry ist sie wesentlich.